# Прибалтийская (гостиница)
«Прибалти́йская» (Cosmos Saint-Petersburg Pribaltiyskaya Hotel) — гостиница в Санкт-Петербурге, в западной части Васильевского острова на улице Кораблестроителей, ранее располагалась на берегу Финского залива, до конца 2010-х годов являлась доминантой морского фасада Санкт-Петербурга, в настоящее время вследствие массового высотного строительства на бывшей отмели практически утратила эту роль.
В настоящий момент гостиница «Cosmos Saint-Petersburg Прибалтийская» относится к разряду четырёхзвездочных отелей, и имеет в своём распоряжении 1184 номера, в число которых входят более сорока номеров категории «люкс», и около двадцати номеров, отведённых под двухэтажные апартаменты. Имеется конференц-зал на 1500 человек, комнаты для переговоров, бизнес-центр.

## История здания
Гостиница возведена шведской строительной компанией Skanska по проекту архитекторов С. И. Евдокимова (глава проекта до смерти в 1972 году), Н. Н. Баранова, В. И. Ковалёвой, инженера П. Панфилова в 1976—1978 годах. Шведская компания была привлечена в связи с будущей Олимпиадой 1980 года, оборудование и отделочные материалы также были куплены за рубежом, впервые в СССР не только в местах общего пользования, но и в номерах были установлены кондиционеры. Влияние Skanska проявилось также в замене обычных для советских отелей маленьких одноместных номеров на стандартные двухместные, подходящие также для одного человека. Кроме того, впервые в советской практике в цоколе был расположен гараж, а в самом здании — гимнастический зал и боулинг.
Изначально планировались названия «Северная Пальмира» и «Нептун», но они не были одобрены цензурой. Также цензура не разрешила задумку Баранова и Эдуарда Агаяна установить у входа упряжку из двух морских коньков, которыми правит женщина со звездой в вытянутой руке; вместо этого были установлены обнажённые мужские фигуры с названием «Создателям флота России».
Здание было построено как ключевой элемент Морского фасада Ленинграда. Проектирование начинал Сергей Евдокимов, определивший общий план — отходящие от центральной части в противоположные стороны крылья в виде раскрытых «книжек», а также принципиальное решение расположить главный ресторан в отдельном корпусе со стороны моря (в том же объёме со стеклянной стеной расположен многофункциональный зал). В сравнении с первыми версиями проекта Баранов разделил здание на цоколь, тело и венчание, использовал мотив эркеров, выстроил подобный разорванному фронтону аттик, повысил здание до 17 этажей, сформировал с одной стороны здания двухуровневую площадь с подпорной стенкой из красного гранита, ступенями, пандусами и скульптурами, а со стороны моря — вымощенный гранитом спуск с фонтанами. Благодаря возможности закупки зарубежных материалов здание было складчато облицовано термоизолирующими панелями с верхним слоем из анодированного алюминия (сначала предполагалось использовать светлый сааремаский доломит) «цвета шампанского». Простенки и подоконные элементы образованы тремя частями, боковые элементы стоят под углом к центральному, что создаёт игру светотени. Аттик сделан более тёмным, коричневым, цоколь — красногранитный.
Изначальное оформление спуска к воде быстро оказалось размыто, был создан новый спуск из тяжёлых гранитных плит. Проект подразумевал развитие территории, но оно застопорилось из-за несоответствия идее променада реальному климату.
Двухкомнатные люксы в основном выходят окнами к морю, в торцах крыльев есть апартаменты на 2—3 комнаты. Гостиница зонирована так, чтобы море просматривалось из множества разных мест, а рестораны могли обслуживать не только постояльцев, но и гуляющих по променаду; вместимость ресторанов была сделана большей, чем вместимость самой гостиницы. Из ресторанов и банкетных залов (оформленных с участием Владимира Васильковского) в гостиницу ведёт круглый зимний сад с декоративным бассейном, в котором стоит скульптура Василия Стамова, кроме того, в гостинице есть бары и буфеты с кухнями.
После приобретения гостиницы Park Inn[когда?] пробовала организовать в ней конференц-зал, для чего два этажа были перепланированы с уничтожением оригинальных интерьеров. В 2006 году на месте фонтанов был построен аквапарк «Вотервиль». После его закрытия был представлен проект гостиницы на его месте.
Богачева и Исаченко говорят о гостинице как о «красивейшей гостинице города», «здании … характеризующем путь, пройденный ленинградским зодчеством за послевоенные десятилетия». При строительстве критиковался «громкий и агрессивный» облик, более уместный для Дворца съездов.

## История гостиницы
Открытие гостиницы состоялось в 1979 году.

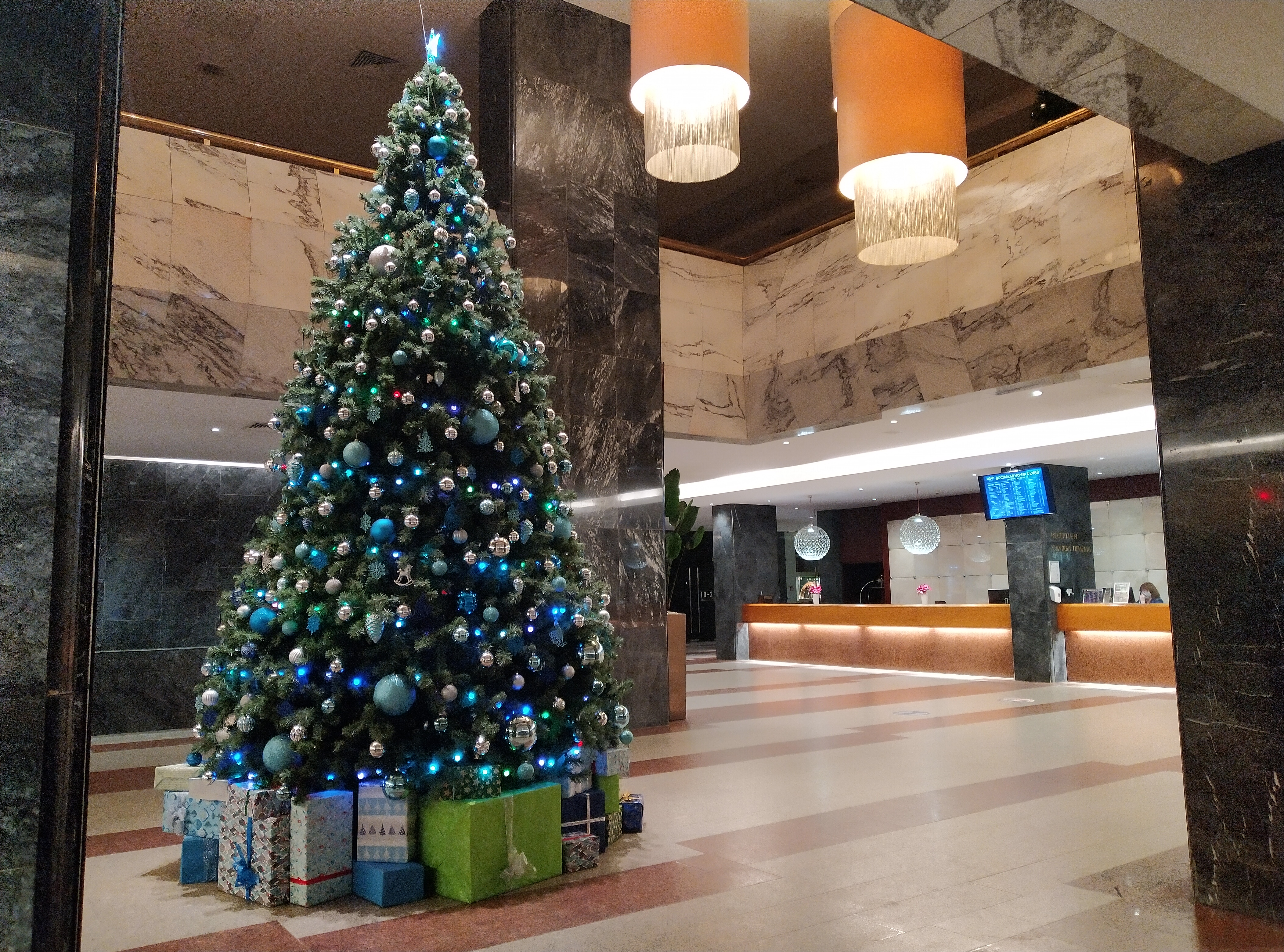
Фойе (2020 год)

В 1996 году гостиница заключила договор с провайдером в международной системе компьютерных бронирований GDS.
В 1998 году гостиница аттестована и принята в Международную ассоциацию конгрессов и конференций (сокр. англ. ICCA).
В 2000 году установлена система управления гостиницей Fidelio Front Office компании HRS. В качестве основной составляющей системы использована цифровая платформа Siemens HiPath 4000 V2.0 с дублированным управлением, включающая интерфейс для гостиничных приложений HiPath Hotel Advanced с голосовой почтой и услугой Unified Messaging и с приложением HiPath Xpressions (общее количество портов — 1500).

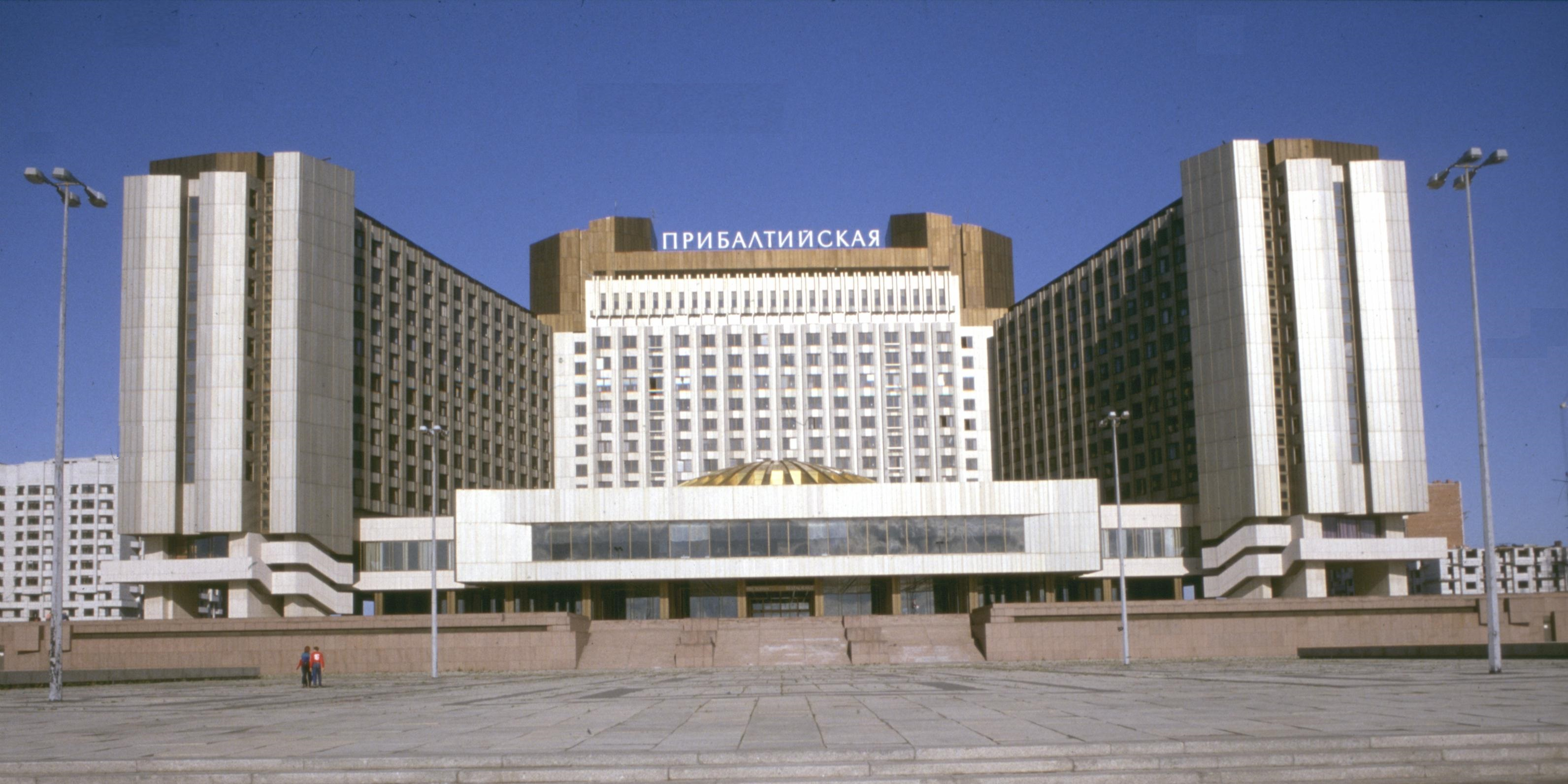
Гостиница «Прибалтийская», западный фасад, до пристройки аквапарка. 1980 год

25 апреля 2006 года к гостинице со стороны ресторана был пристроен аквапарк «Вотервиль». С 23 декабря 2016 года аквапарк перестал существовать в виду его нерентабельности. По состоянию на 2025 год здание аквапарка пустует.
С 2007 года «Прибалтийская» стала частью Rezidor Hotel Group и стала называться Park Inn by Radisson Прибалтийская 4*. Относилась к гостиничной сети Radisson и до 2023 года управлялась норвежской компанией Wenaas Hotel Russia AS.
После российского вторжения в Украину (2022) владевшая гостиницей норвежская компания Wenaas Hotel Russia AS продала 100 % уставного капитала десяти отелей, расположенных в четырёх городах России, за сумму до 203 млн € дочернему обществу ООО «Космос ОГ» (Cosmos Hotel Group), подконтрольному корпорации ПАО АФК «Система» Владимира Евтушенкова. В Петербурге норвежский оператор владел шестью гостиницами: Park Inn by Radisson Pribaltiyskaya, Park Inn by Radisson Pulkovskaya, Park Inn by Radisson Nevsky, Radisson Blu Royal Hotel, Park Inn by Radisson Pulkovo, Olympia Garden Hotel. Таким образом гостиница в ноябре 2023 года перешла под управление ООО «Космос Северо-Запад».

## Факты
- 24 августа 1987 года произошел резонансный конфликт Аллы Пугачевой с персоналом гостиницы, в ходе которого народной артистке отказались предоставить забронированный ей номер 100, в котором она ранее всегда останавливалась[7].
- Летом 1988 года стала местом съёмок советско-шведского фильма «Интердевочка»[7], здесь же проходила одна из сцен теледетектива «Колье Шарлотты»[6].
- Первоначальный облик, сразу после окончания строительства, можно увидеть в музыкальном телефильме «А я иду…»[12].